# Bildstock (Hesselbach, Hauptstraße 35)

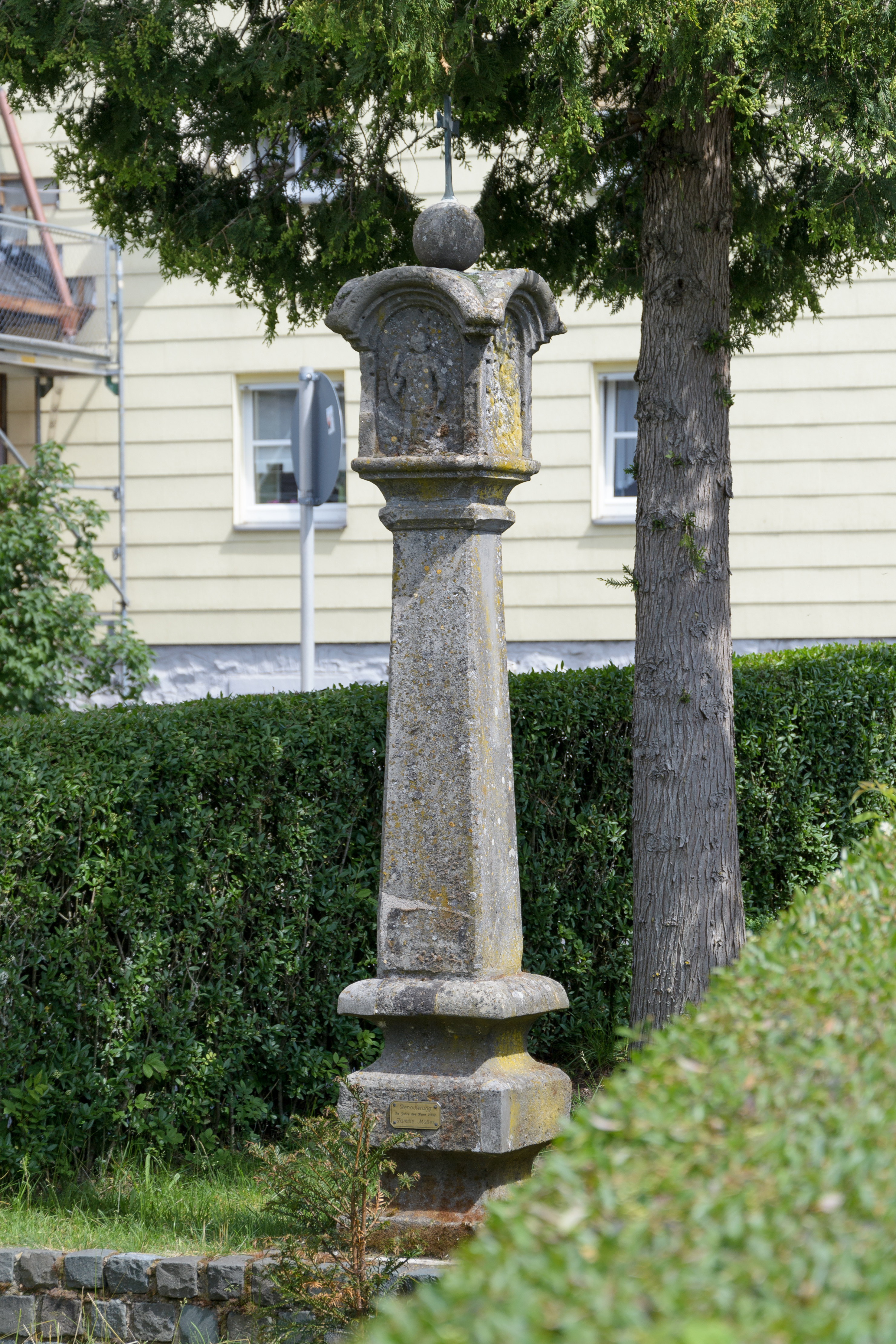
Bildstock an der Hauptstraße in Hesselbach

Der Bildstock vor dem Anwesen Hauptstraße 35 ist ein als Baudenkmal geschütztes Kleindenkmal in Hesselbach, einem Gemeindeteil der im oberfränkischen Landkreis Kronach gelegenen Gemeinde Wilhelmsthal.

## Beschreibung
Vom konkav-konvex profilierten Sockel des im 19. Jahrhundert aus Sandstein angefertigten Denkmals erhebt sich ein glatter Pfeilerschaft, der den vierseitigen Aufsatz mit Bekrönung durch Kugel und Metallkreuz trägt. Die Reliefs unter den Rundbogengiebeln zeigen die Trinität, den heiligen Laurentius, Johannes den Täufer und die Glosberger Muttergottes. Eine Marienstatue in dem nördlich der Kreisstadt Kronach gelegenen Wallfahrtsort Glosberg soll 1727 mehrmals blutige Tränen geweint haben, weshalb dieses Motiv auf zahlreichen Bildstöcken im Frankenwald zu finden ist.
Stifterin des Flurdenkmals soll eine schwangere Frau gewesen sein, bei der auf dem Heimweg von Lahm nach Neuenbach die Wehen einsetzten. In der Nähe des Bildstocks soll sie entbunden haben und dessen Errichtung gelobt haben, wenn sie die Geburt lebend überstehen sollte.